# Đạo luật cấm ăn xin năm 1962
Đạo luật Cấm ăn xin năm 1962 là một đạo luật của Nepal. Nó được Quốc hội thông qua vào ngày 11 tháng 4 năm 1962, cấm ăn xin và cấm khuyến khích trẻ em dưới 16 tuổi đi ăn xin. Luật có hiệu lực từ năm 2018. Một người vi phạm có thể bị phạt tới रू70 rupee Nepal (NPR) (tương đương 0,55 đô la Mỹ vào năm 2020) hoặc phải nhận án tù ba tháng.
Luật này không áp dụng nếu "việc khất thực được đòi hỏi theo nghi thức và nghi lễ tôn giáo hoặc phong tục trong bất kỳ lễ hội hoặc nghi lễ tôn giáo nào". Khi một người khiếu nại mà không đưa ra đủ bằng chứng để chứng minh vô tội, người đó có thể bị phạt tới रू40 NPR (tương đương 0,30 đô la Mỹ vào năm 2020), hoặc bị bỏ tù khoảng một tháng rưỡi hoặc cả hai. Lời mở đầu của đạo luật viết: "Trong khi đó, cần phải nghiêm cấm truyền thống ăn xin để duy trì hành vi tốt và đạo đức công cộng".
Năm 2014, có khoảng 5.000 người ăn xin ở thủ đô của Nepal. Năm 2019, thị trưởng Bidya Sundar Shakya của Kathmandu đã thông báo về việc tạm trú cho những người lang thang cơ nhỡ và những người vô gia cư trong các đạo tràng ở Kathmandu để đường phố không còn người ăn xin. Vào năm 2014, Dipak Bayalkoti của The Kathmandu Post đã viết rằng việc không thực thi đạo luật này đã làm tăng nhanh chóng số lượng người ăn xin, đặc biệt là ở Kathmandu. Vào năm 2017, Đạo luật Liên quan đến Quyền của Người Khuyết tật, 2074 viết rằng "không ai được lôi kéo người khuyết tật đi ăn xin". Vào tháng 8 năm 2018, Chính phủ Nepal đã thông qua phiên bản mới của Bộ luật Hình sự và Bộ luật Tố tụng Hình sự, cấm ăn xin và cấm khuyến khích ăn xin trên đường phố. Các hình phạt bao gồm bỏ tù từ một tháng đến một năm nếu một người bị phát hiện ăn xin ở các khu vực công cộng.